# Shucheng
Shucheng (en chino, 舒城; pinyin, Shūchéng) es un condado  bajo la administración directa de la Prefectura Lu’an en la Provincia de Anhui, República Popular China.  Su área es de 2109 km² y su población total para 2010 superó los 750 mil habitantes. 

## Administración
Desde julio de 2020, el  Condado Shucheng se divide en 21 pueblos que se administran en 15 poblados y 6 villas.